# حق الانتفاع
بالرياض قهوجي وصبابين قهوجي وصبابين قهوة بالرياض قهوجي صبابين الرياض مباشرين قهوة الرياض قهوجيين الرياض صبابين صبابين قهوة قهوجي بالرياض صباب قهوة صبابين في الرياض صبابين قهوة بالرياض
حق الانتفاع حق متفرّع عن حق الملكية. وهو حق يبيح لصاحبه الانتفاع بملك الغير دون أن يغير من وضعه أو يمس جوهرة.
يعرف الانتفاع في الفقه الإسلامي بملك المنفعة؛ إذ يقسم المُلك في الفقه الإسلامي إلى قسمين: مُلك تام يرد على ذات الشيء رقبة ومنفعة، ومُلك ناقص يرد إما على الرقبة وحدها، أو على المنفعة وحدها، وقد أوردت مدونة الحقوق العينية حق الانتفاع ضمن الحقوق العينية الأصلية جعلته في المرتبة الثالثة بعد كل من حق الملكية وحق الارتفاق والتحملات العقارية، عكس ظهير 12 يونيو 1915 الملغى المحدد للتشريع المطبق على العقارات المحفظة الذي رتبه في الصف الثاني بعد حق الملكية، ونظرا لأهمية هذا الحق فقد نظمه المشرع في القانون رقم 39.08 المتعلق بمدونة الحقوق العينية من المادة 79 إلى المادة 104.
إن دراسة موضوع حق الانتفاع ليعتبر من الموضوعات الحيوية وذلك لكونه حقا متفرعا عن حق الملكية، وتتطلب منا هذه الدراسة أن نتطرق إلى جميع حيثياته وبالتالي يتوجب علينا أن نطرح بعض الأسئلة حتى يتسنى لنا الإجابة عنها وذلك من أجل تقريب الصورة.
يتمايز حق الانتفاع عن غيره من الحقوق العينية العقارية بمجموعة من الخصائص التي تميزه عن بقية الحقوق الأخرى، ومن أجل لمس هذا التمايز لابد من الإحاطة بالموضوع من خلال تعريفه وتحديد نطاقه، وهذا ما سنتطرق إليه في (المطلب الأول) وأيضا التوجه إلى توضيح طرق وأسباب اكتساب هذا الحق في (المطلب الثاني).

## تعريف حق الانتفاع والحقوق المترتبة عليه

### تعريف حق الانتفاع
- الانتفاع في اللغة: هو ما يتوصل به الإنسان إلى مطلوبه، كانتفاع بالأرض إذا وصل إلى منفعتها بالزراعة.
- الانتفاع في الاصطلاح: المعنى الاصطلاحي لا يخرج عن المعنى اللغوي، فهو الحصول على منفعة الشيء، وقد عرفه محمد قدري باشا بقوله: «إن الانتفاع الجائز هو: حق المنتفع في استعمال العين واستغلالها مادامت قائمة على محلها وإن لم تكن رقبتها مملوكة».
- الانتفاع في القانون هو: القيام بأعمال مادية للحصول على منافع الشيء حسب ما تسمح به طبيعته.